# Renage
Renage is een gemeente in het Franse departement Isère (regio Auvergne-Rhône-Alpes). De plaats maakt deel uit van het arrondissement Grenoble. Renage telde op 1 januari 2022 3.361 inwoners. 

## Geografie
De oppervlakte van Renage bedroeg op 1 januari 2022 5,06 vierkante kilometer; de bevolkingsdichtheid was toen 664,2 inwoners per km².

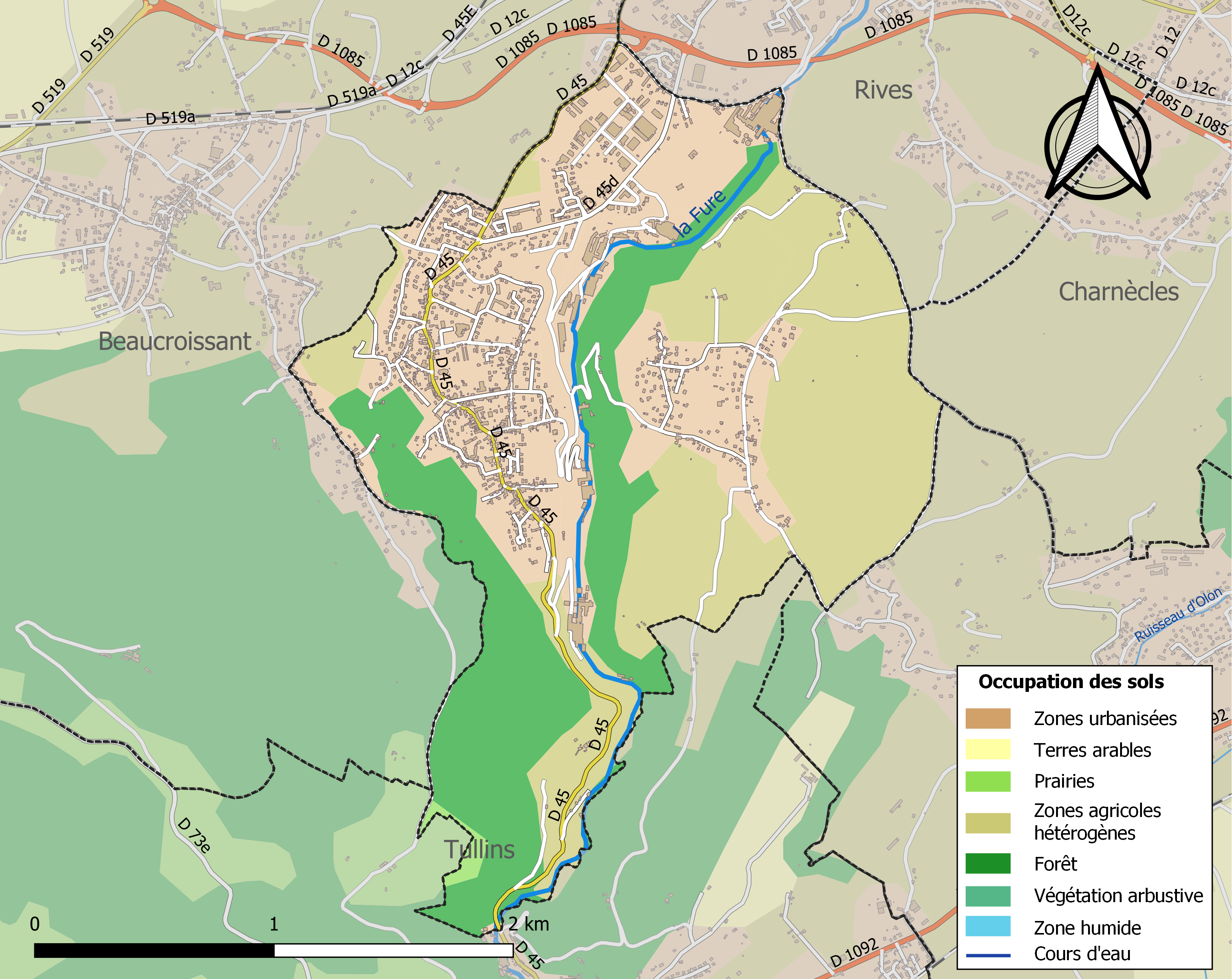
Kaart van de gemeente met de belangrijkste infrastructuur, bodemgebruik en omliggende gemeenten

## Demografie
Onderstaande figuur toont het verloop van het inwonertal (bron: INSEE-tellingen).